# SK Eernegem
SK Eernegem is een Belgische voetbalclub uit Eernegem. De club is aangesloten bij de KBVB met stamnummer 2777 en heeft blauw en geel als clubkleuren. De club speelde eind jaren 90 - begin 21ste eeuw een aantal seizoenen in de nationale reeksen. 
In 2020 werden de SKE Girls opgericht, het damesteam van SK Eernegem. In hun eerste seizoen wisten zij te promoveren vanuit 3e naar 2e provinciale. In het seizoen 2022/23 behaalden ze de 2e ronde van de Beker van België. De dameswerking kent intussen 90 voetballende dames en start in seizoen 2023/24 met een 2e dameselftal.

## Resultaten
| Seizoen | Klasse | Klasse | Klasse | Klasse | Klasse | Klasse | Klasse | Klasse | Klasse | Reeks                                                    | Punten                                                   | Opmerkingen                                              |
|         | I      | I      | II     | III    | IV     | P.I    | P.II   | P.III  | P.IV   |                                                          |                                                          |                                                          |
| ------- | ------ | ------ | ------ | ------ | ------ | ------ | ------ | ------ | ------ | -------------------------------------------------------- | -------------------------------------------------------- | -------------------------------------------------------- |
| 2008/09 |        |        |        |        |        | 3      |        |        |        | Eerste prov. W-Vl                                        | 50                                                       |                                                          |
| 2009/10 |        |        |        |        |        | 1      |        |        |        | Eerste prov. W-Vl                                        | 69                                                       |                                                          |
| 2010/11 |        |        |        |        | 6      |        |        |        |        | Vierde klasse A                                          | 44                                                       |                                                          |
| 2011/12 |        |        |        |        | 11     |        |        |        |        | Vierde klasse A                                          | 37                                                       |                                                          |
| 2012/13 |        |        |        |        | 9      |        |        |        |        | Vierde klasse A                                          | 42                                                       |                                                          |
| 2013/14 |        |        |        |        | 8      |        |        |        |        | Vierde klasse A                                          | 42                                                       |                                                          |
| 2014/15 |        |        |        |        | 12     |        |        |        |        | Vierde klasse A                                          | 33                                                       |                                                          |
| 2015/16 |        |        |        |        | 15     |        |        |        |        | Vierde klasse A                                          | 21                                                       |                                                          |
|         | 1A     | 1B     | 1Am    | 2Am    | 3Am    | P.I    | P.II   | P.III  | P.IV   | Vanaf 2016-17 zijn er 3 nationale en 2 regionale niveaus | Vanaf 2016-17 zijn er 3 nationale en 2 regionale niveaus | Vanaf 2016-17 zijn er 3 nationale en 2 regionale niveaus |
| 2016/17 |        |        |        |        |        | 10     |        |        |        | Eerste prov. W-Vl                                        | 34                                                       |                                                          |
| 2017/18 |        |        |        |        |        | 16     |        |        |        | Eerste prov. W-Vl                                        | 7                                                        | degradatie naar 2de provinciale B                        |
| 2018/19 |        |        |        |        |        |        | 11     |        |        | 2de prov. W-Vl A                                         | 38                                                       |                                                          |
| 2019/20 |        |        |        |        |        |        | 14     |        |        | 2de prov. W-Vl A                                         | 21                                                       | Degradatie                                               |
| 2020/21 |        |        |        |        |        |        |        | -      |        | 3de prov. W-Vl B                                         | -                                                        | Seizoen geschrapt wegens Covid-19                        |
| 2021/22 |        |        |        |        |        |        |        | 8      |        | 3de prov. W-Vl B                                         | 42                                                       |                                                          |
| 2022/23 |        |        |        |        |        |        |        | 9      |        | 3de prov. W-Vl A                                         | 46                                                       |                                                          |
| 2023/24 |        |        |        |        |        |        |        | 2      |        | 3de prov. W-Vl B                                         | 66                                                       | Promotie via eindronde                                   |
| 2024/25 |        |        |        |        |        |        | 14     |        |        | 2de prov. W.-Vl. A                                       | 32                                                       |                                                          |
| 2025/26 |        |        |        |        |        |        |        |        |        | 3de prov. W.-Vl. A                                       |                                                          |                                                          |